# Kasárne (Makov)

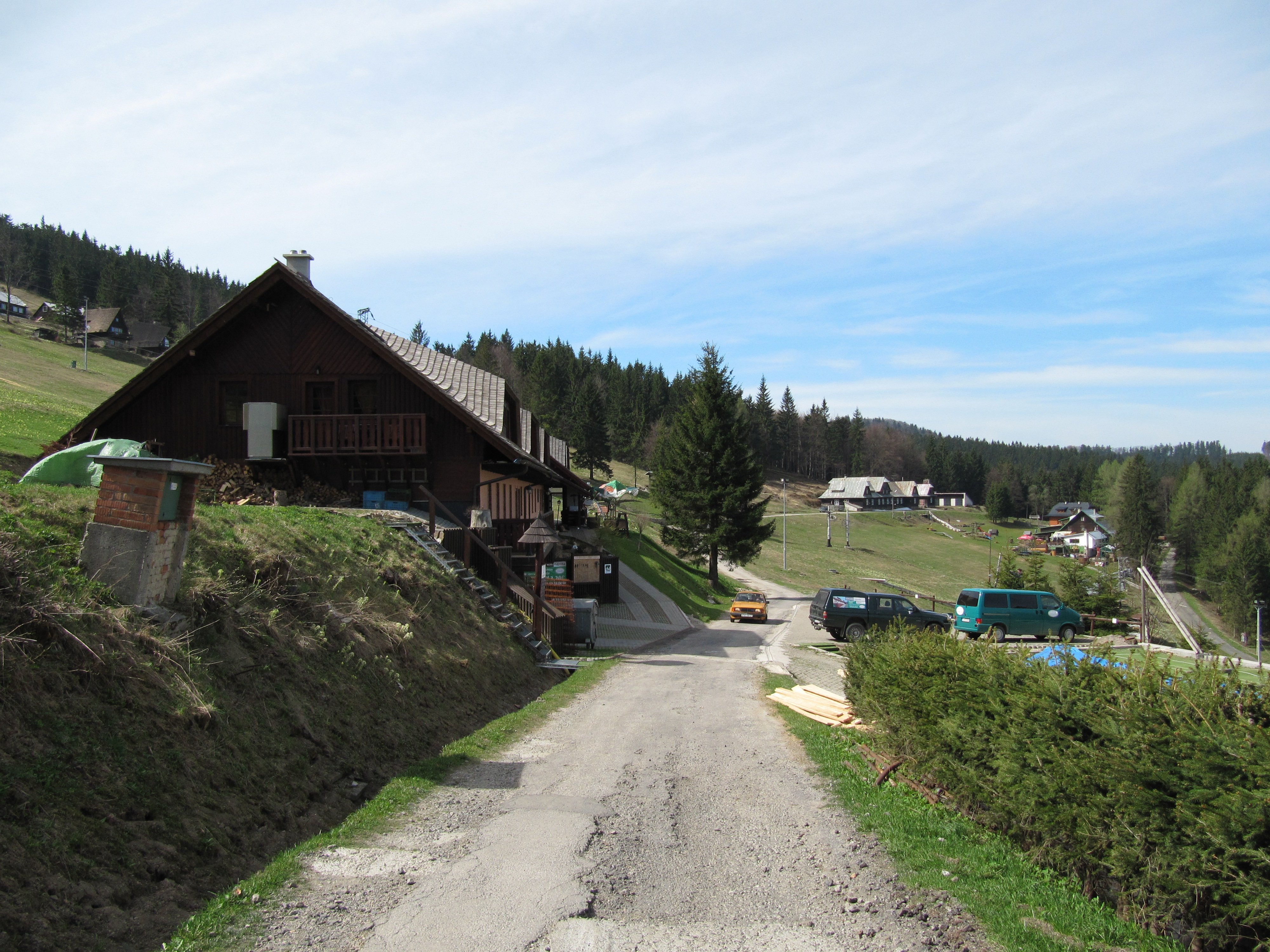
Kasárne

Kasárne (česky Kasárna) je osada a rekreační oblast o rozloze asi 35–50 hektarů, ležící na severozápadním svahu Veľkého Javorníku, součást slovenské obce Makov. V letech 1993–2001 byla tato oblast předmětem jednání mezi Slovenskem a Českem, kdy se česká vláda po zániku Československa neúspěšně snažila toto území získat pro Českou republiku výměnou za jiné území. Osada je významným lyžařským střediskem Javorníků.

## Historické spory o hranici
Již v první polovině 16. století začala být oblast zvaná Urgatina (Urgantina) mezi hřebenem Javorníků a Vsetínskou Bečvou s Provazným potokem třecí plochou mezi Moravou a Uhrami. Centrem sporné oblasti byly Velké Karlovice. V době počátku sporů patřila ta strana Javorníků, která spadá do povodí Vsetínské Bečvy, k Moravě.
Jak vyplynulo z výpovědí svědků při komisním prošetřování v roce 1590, rožnovské a vsetínské panství kdysi dočasně povolilo přilehlým uherským vesnicím pást a sušit seno na Javorníkách. Z toho uherská strana odvozovala svůj dle Moravanů chybný výklad, že jde o uherské území.
Uherský rod Podmanických se však snažil si území podmanit. Požádali uherského krále Ludvíka o přeložení zemské hranice na Vsetínskou Bečvu. Ludvík jim roku 1522 vyhověl, avšak nepožádal moravský zemský sněm o svolení ke změně hranic ani moravským pánům změnu v neprospěch Moravy neoznámil. Na sporném území začalo docházet k násilným střetům. Moravští páni vyslali do oblasti v letech 1523 a 1525 komisi, která měla hranici společně s uherskou stranou vytyčit. Došlo sice k dohodě, že hranice vede hřebenem Javorníků, ale uherská strana tuto dohodu poté nerespektovala a pokračovala v násilných nájezdech.
Roku 1535 se sporem zabývali moravští stavové i panovník. Uherská vrchnost sice roku 1549 slíbila, že se bude chovat pokojně, ale nadále pokračovala například v zajímání moravského dobytka, Moravané na oplátku zajímali uherský dobytek. V říjnu 1549 císař slíbil svolání komise na 5. května 1550 a stanovil předběžná opatření, která však Podmaničtí nerespektovali a pokračovali v útocích, zajímání lidí i dobytka a vypalování moravských obydlí. Komise pak nebyla svolána. Další jednání neúspěšně proběhla v roce 1590. Od roku 1723 a pak v roce 1733 se spory opět vyhrotily do násilných akcí s oběťmi na životech (v roce 1733 bylo 13 mrtvých) i na majetku. 31. srpna 1734 byla dohodnuta kompromisní hranice. Území dnešní osady Kasárna zůstalo v části oddělené od Moravy. Úmluva byla císařem schválena rámcově 27. ledna 1735 a definitivně 27. ledna 1738. Ještě v roce 1844 se uherská strana pokusila nárokovat celé sporné území, hranice z roku 1734 však zůstala s několikaletou přestávkou zachována dodnes.
V osadě Kasárna bývalo strážní středisko pro ochranu hranic mezi Moravou a Uhrami. V roce 1833 zde byla vybudována kasárna pro vojáky, kteří při epidemii cholery v Uhrách bránili rozšíření nákazy na Moravu.
Na dobu 2. světové války byla hranice mezi Protektorátem Čechy a Morava a Slovenským státem vytyčena tak, že celé sporné území přináleželo k Moravě. Po válce však byla obnovena hranice z roku 1734. Hraniční znaky z doby 2. světové války zůstaly z velké části zachovány.

## Lyžařské centrum

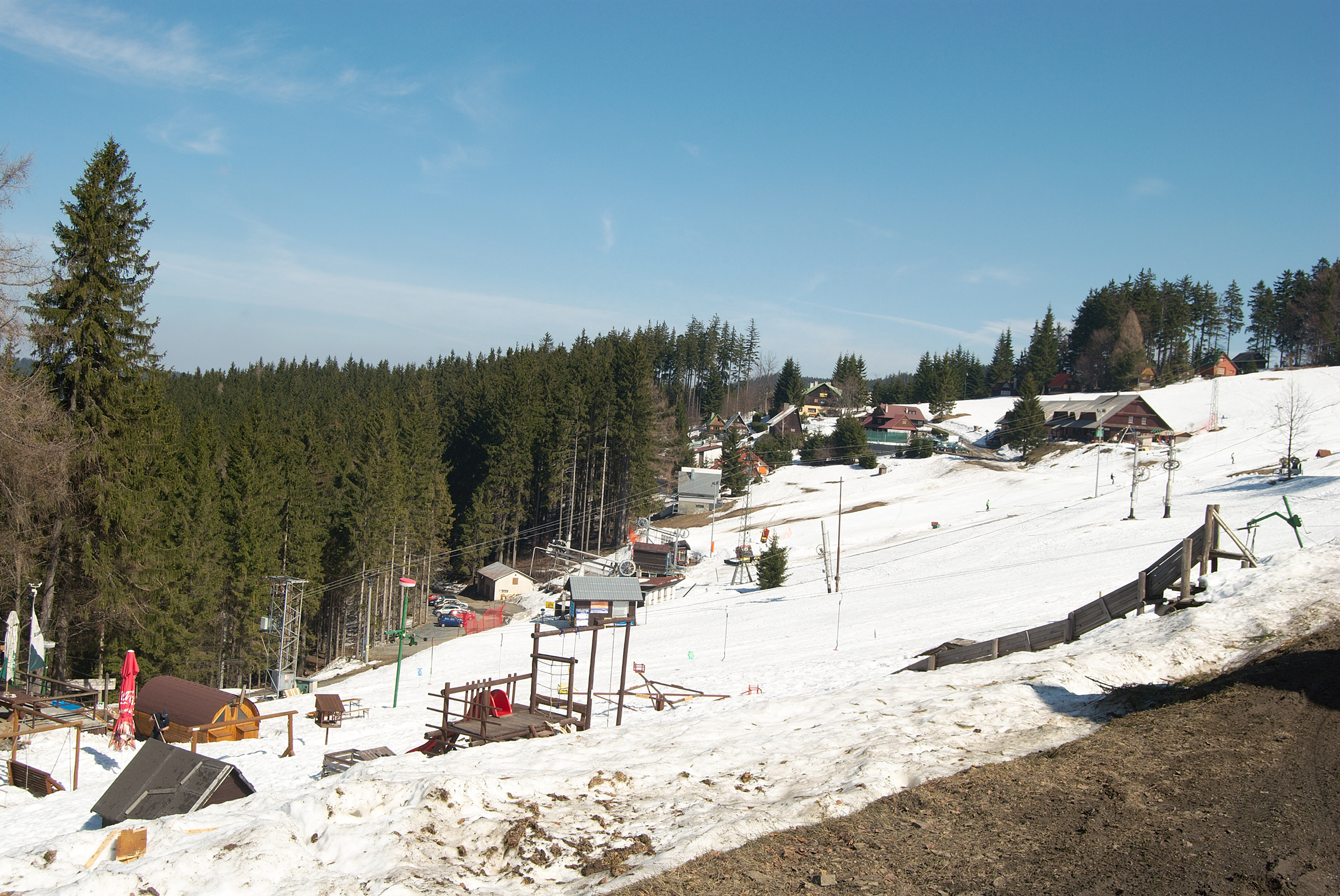
Kasárne

Lyžování na zdejších svazích začalo být populární už za první republiky. Po druhé světové válce zde byly vybudovány klubové i soukromé chaty a lyžařské vleky. Vlastníky nemovitostí byly zejména subjekty ze Zlína, Vsetína a Otrokovic.
Přístupová silnice pro automobily vedla jen z moravské strany.

## Spor o pozemky a změnu hranic
Při zániku Československa byla podle Generelní smlouvy (Smlouva mezi Českou republikou a Slovenskou republikou o generelním vymezení společných státních hranic, podepsaná 29. října 1992 v Praze, č. 229/1993 Sb. ČR) ustanovena Společná česko-slovenská rozhraničovací komise (ČSRK).
Předmětem jednání byla jak varianta, že k ČR bude připojeno celé území o rozloze 600 ha, které bylo od Moravy odtrženo roku 1734, tak varianta, že bude převedena pouze rekreační oblast Kasárna o rozloze asi 50 ha. Česká delegace navrhovala první variantu, slovenská strana žádnou z těchto variant neakceptovala.
Slovenská strana kvůli podpoře svého stanoviska postavila novou silnici ze slovenské strany, a to z Makova přes osadu Kopanice do sedla Pindula, v němž křižuje hranici z doby před rokem 1734. Odtud vede členitým terénem do osady Kasárna.
Práva moravských vlastníků nemovitostí zůstala zachována. Tito vlastníci (nikoliv už jejich návštěvníci) obdrželi od slovenských orgánů povolení k přístupu vozidly z moravské strany. Mezistátní smlouva zároveň umožnila všem občanům ČR a SR překračovat česko-slovenskou hranici pěšky v kterémkoliv místě.
Česká vláda se v roce 1994 snažila tuto oblast získat výměnou za jinou.
To se nezdařilo, českým majitelům chat byla uzavřena doposud užívaná hlavní přístupová cesta z Česka, poté na objížďce byly zavedeny hraniční kontroly, na nichž docházelo k problémům.
V roce 2001 obecní úřad Makov zaregistroval pozemky, na nichž byly nemovitosti moravských majitelů, na katastrálním úřadě jako pozemky v majetku této slovenské obce a vzápětí je obec Makov prodala slovenským občanům. Petr Pithart sliboval pomoc, majitelů chat se zastali senátorka Irena Ondrová (ODS), poslanec Bohuslav Záruba (ODS) a ministr vnitra Stanislav Gross (ČSSD). Premiéři měli o řešení v květnu 2001 jednat.
28. května 2001 jednali premiéři Miloš Zeman a Mikuláš Dzurinda v Praze. Na tiskové konferenci poté prohlásili, že nechtějí do konfliktu vstupovat dříve, než se strany (zlínské a otrokovické sportovní kluby s chataři a soukromé firmy, jimž obec Makov prodala své pozemky) pokusí vyřešit problém samy, k čemuž mělo dojít na jednání do 31. května 2001. Starosta obce Makov Marián Masnica zásadně odmítal změnu státní hranice a závěr premiérů ocenil.
Účastníci sporu se 30. května 2001 sešli na schůzce v Makově a vydali společné prohlášení, podle něhož se zúčastněné strany v této věci obrátí na premiéry obou států.
Premiér Dzurinda v následujících dnech zopakoval svůj postoj, že další jednání mezi českými chataři, slovenskými majiteli pozemků a obcí Makov jsou jedinou možnou cestou, jak vyřešit spor ve slovensko-české příhraniční oblasti Kasárna ohledně zdejších pozemků, na kterých stojí české chaty, a kterákoliv ze zainteresovaných stran se v případě nespokojenosti může domáhat svých práv u slovenské justice.